# يو إف سي 236
يو إف سي 236: هولواي ضد بورييه 2 (بالإنجليزية: UFC 236: Holloway vs. Poirier 2)‏ هو حدث لفنون القتال المختلطة نظمته يو إف سي، أُقيم في 13 أبريل 2019، على ستيت فارم أرينا في أتلانتا، جورجيا، الولايات المتحدة.